# CYP3A4
Citocromo P450 3A4 (abreviado CYP3A4), é uma das enzimas mais importantes dos mamíferos, pois oxida medicamentos, toxinas, alimentos e xenobióticos, geralmente inativando-as e tornando-as mais fáceis de serem eliminadas. Também atuam na síntese de lipídeos, como o colesterol. Encontram-se principalmente no fígado e no intestino. Cerca de metade dos fármacos comercializados são metabolizados pelo CYP3A4.
Existem também algumas drogas que são ativados por essa enzima (pró-fármacos). É a enzima mais frequentemente envolvida em interações medicamentosas.

## Indutores

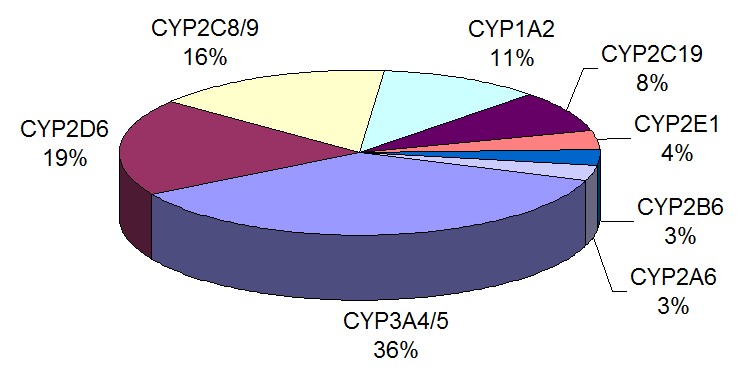
Proporção de substâncias metabolizadas pelas diferentes enzimas do citocromo 450.

Aumentam a velocidade de metabolização pela CYP3A4, geralmente acelerando sua eliminação do organismo (ou raramente acelerando sua ativação no caso de pró-fármacos). Assim, os efeitos dos medicamentos metabolizados por CYP3A4 duram menos e exigem doses maiores. Os indutores da CYP3A4 mais potentes são:
- anticonvulsivos/estabilizadores de humor:
  - carbamazepina
  - fenitoína
  - oxcarbazepina

- Barbitúricos:
  - fenobarbital
  - butalbital

- Antibióticos:
  - rifampicina
  - rifabutina

- Inibidores da transcriptase reversa não-nucleósidos (antirretrovirais):
  - efavirenz
  - nevirapina

- Hipoglicemiantes orais:
  - pioglitazona
  - troglitazona

- Glucocorticoides
  - modafinil
  - quercetina
  - capsaicina

- Erva de São João

## Inibidores
Os inibidores do CYP3A4 reduzem a capacidade de metabolizar outros fármacos que dependam do CYP3A4 para serem metabolizados, causando a acumulação do fármaco ou de seus metabólitos no organismo. A acumulação potencializa os efeitos benéficos e efeitos colaterais desses medicamentos. Os inibidores da CYP3A4 mais potentes são:
- Inibidores da protease (antirretrovirais)
  - ritonavir
  - indinavir
  - nelfinavir
  - saquinavir

- Macrolídeos (antibióticos)
  - claritromicina
  - telitromicina
  - cloranfenicol
  - eritromicina

- Antifúngicos imidazólicos
  - cetoconazol
  - itraconazol
  - fluconazol

- Outros
  - nefazodona (antidepressivo)
  - valeriana (erva medicinal)
  - toranja (fruta cítrica)
  - aprepitanto (anti-emético)